# خیتو (بازیکن فوتبال)
خیتو (انگلیسی: Jito؛ زادهٔ ۲ مارس ۱۹۸۰) بازیکن فوتبال اهل اسپانیا است.
از باشگاه‌هایی که در آن بازی کرده‌است می‌توان به باشگاه فوتبال دپورتیوو آلاوس، باشگاه فوتبال بارسلونا سی، باشگاه فوتبال ژیرونا، باشگاه فوتبال آلمریا، و باشگاه فوتبال ایبار اشاره کرد.